# Martin Gropius
Martin Carl Philipp Gropius, né le 11 août 1824 à Berlin – mort le 13 décembre 1880 dans la même ville, est un architecte prussien, le grand-oncle de Walter Gropius, le fondateur du Bauhaus.
Il repose au cimetière de la Trinité (division II) à Berlin.

## Famille
Il est l'un des six enfants du fabricant de soieries Carl Gropius (de) (1781-1854) et de Berta Wahnschaffe (1799-1873). Il est marié une première fois à Elisabeth Altgelt (1828-1863), la fille du conseiller scolaire de Düsseldorf Hermann Altgelt (de), et une deuxième fois à Julie de Greiff (1837-1889). Sept filles sont nées de ces deux mariages ; sa fille Käthe Gropius (1870-1911) épouse le peintre Martin Körte en 1892, sa fille Frieda Gropius (1873-1963) épouse son frère, le philologue classique Alfred Körte, en 1896. Sa fille Louise Friederike (1866-) épouse l'architecte et conseiller en bâtiment Johannes Matz (de). Gustav von Rosenstiel (de) et le peintre Karl Wilhelm Gropius sont ses cousins. Son petit-neveu est l'architecte et fondateur du Bauhaus Walter Gropius.

## Galerie photographique

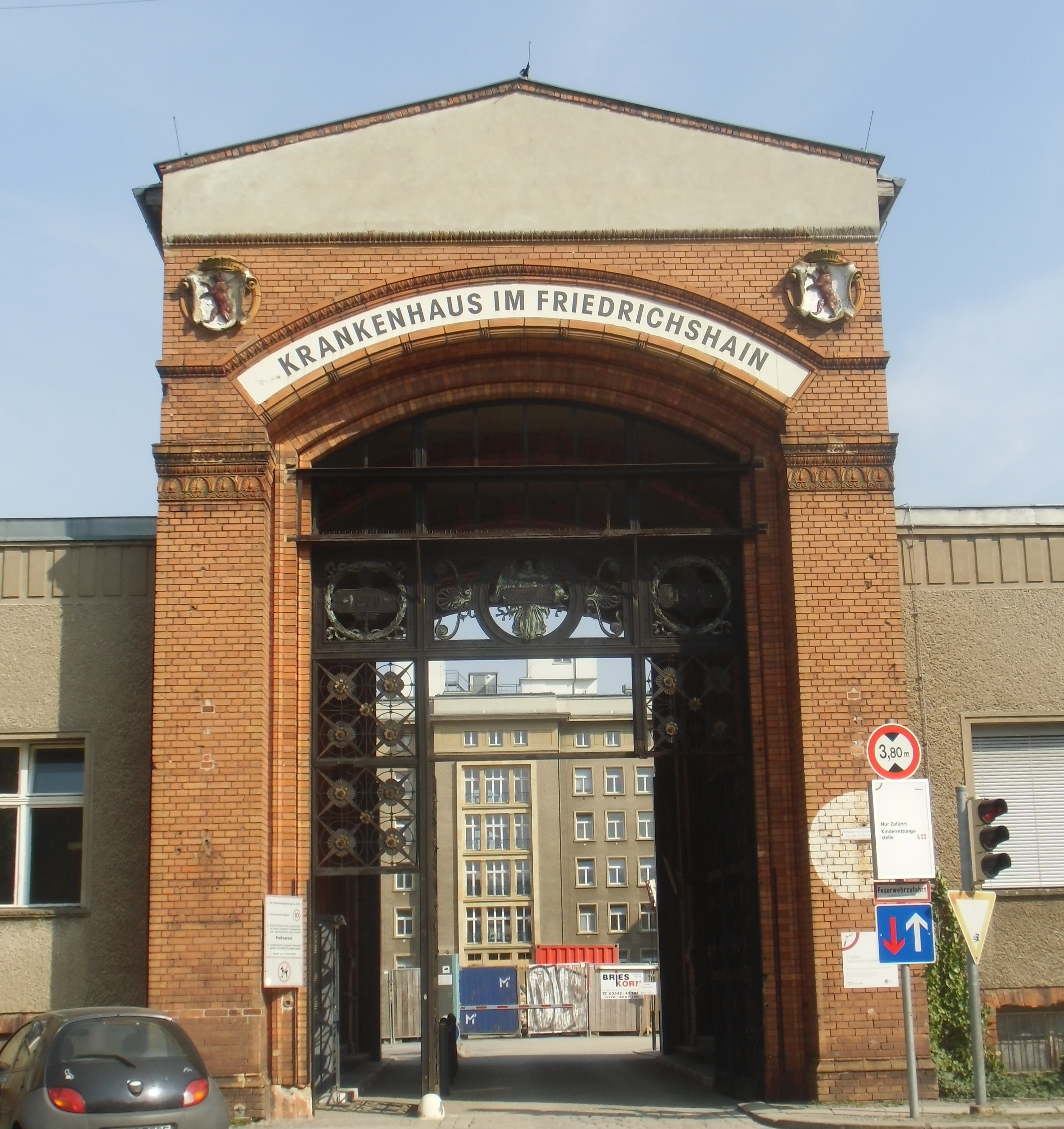
Portail historique de l'hôpital municipal de Friedrichshain (de).
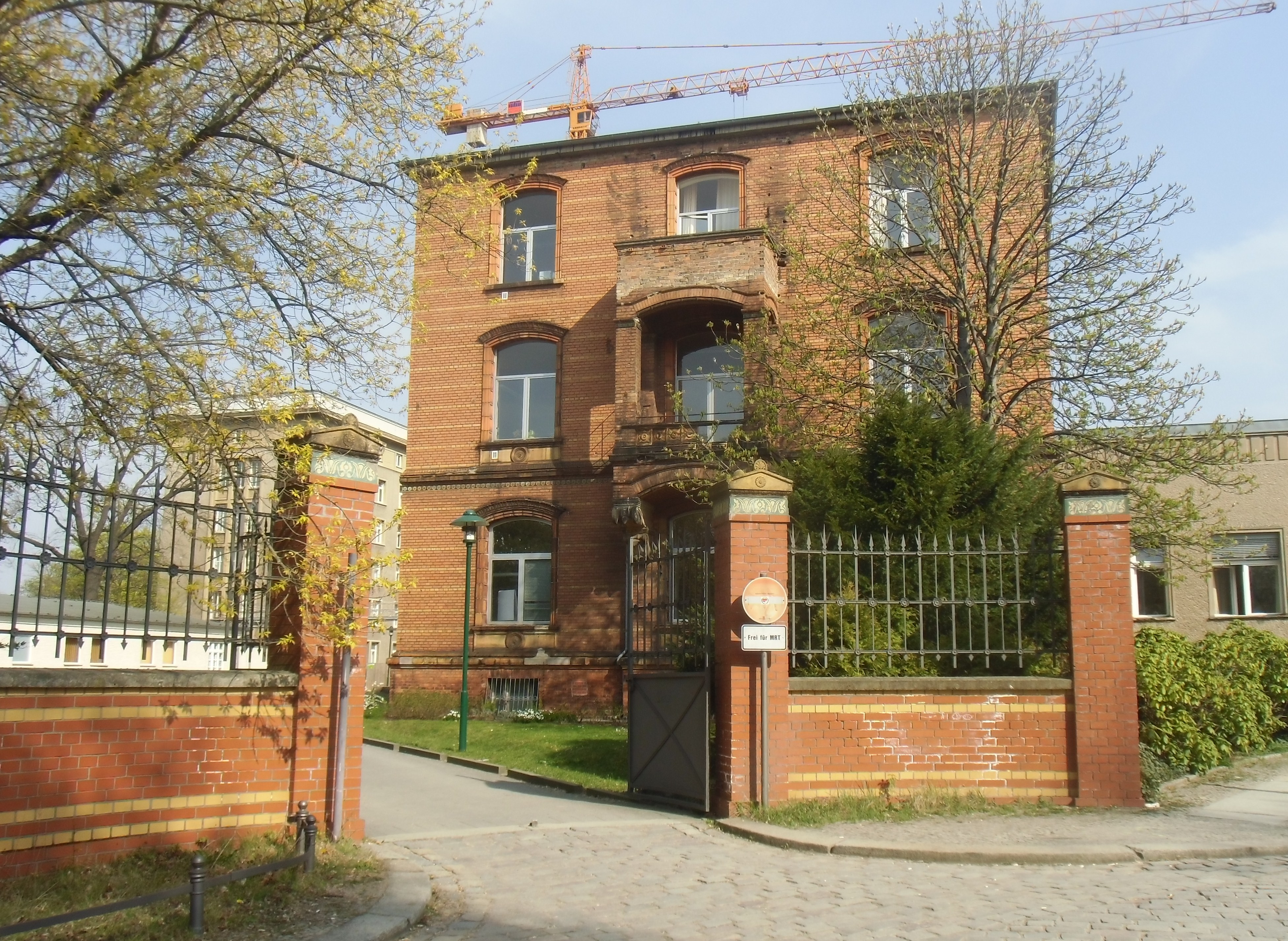
Bâtiment administratif de l'hôpital municipal de Friedrichshain.
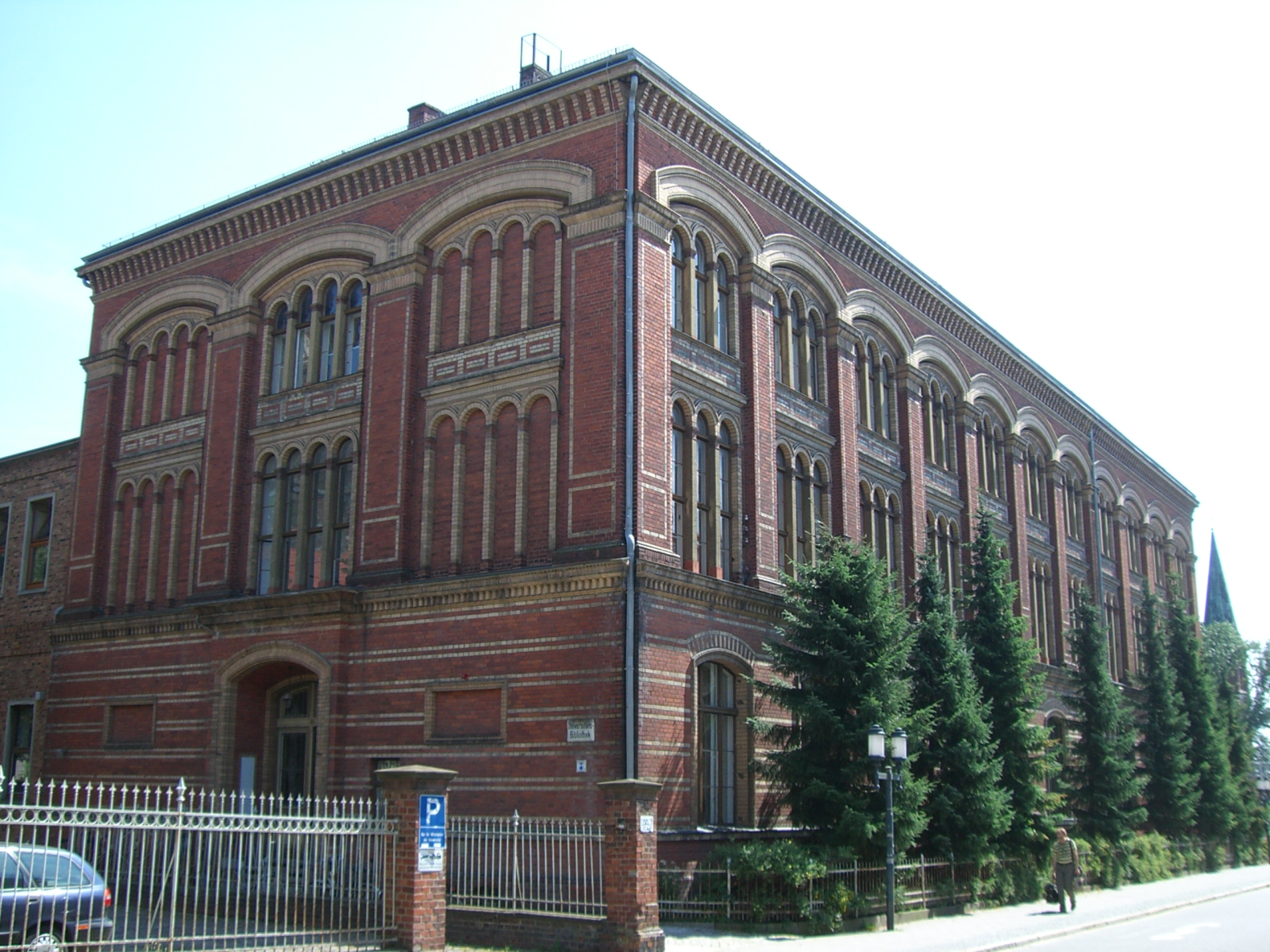
Bibliothèque universitaire de Greifswald.